# Provincia di Colón
La provincia di Colón è una delle dieci province di Panama. Comprende le fasce costiere sulle sponde opposte del Canale di Panama, per una superficie complessiva di 4.868,4 km². Nel 2019, si contavano 294.060 abitanti, distribuiti in maniera poco omogenea e concentrati per più di un quarto (78.000 abitanti, ovvero il 26,53% della provincia) nel capoluogo Colón, importantissimo porto e insediamento situato presso la sezione settentrionale del canale di Panama. Si affaccia a nord sul mar dei Caraibi, mentre confina a sud con le province di Panama, Panama Ovest e Coclé, a est con la comarca di Guna Yala e ad ovest con la provincia di Veraguas.
Situata a soli 55 minuti di strada dall'oceano Pacifico, la provincia di Colón ospita il principale porto situato sul mar dei Caraibi per il traffico di quasi tutte le merci di importazione e riesportazione del paese. A livello di importanza, Colón è seconda solo alla capitale, ma di certo non vede rivali sul lato di oceano.

## Geografia antropica

### Suddivisioni amministrative
La provincia di Colon è divisa in sei distretti e 43 comuni:
| Distretti                          | Corregimientos (Suddivisioni) | Cabecera (Capoluogo) |
| ---------------------------------- | --- | -------------------- |
| Distretto di Colón                 | Barrio Norte, Barrio Sur, Buena Vista, Cativá, Ciricito, Sabanitas, Salamanca, Limón, Nueva Providencia, Puerto Pilón, Cristóbal, Escobal, San Juan, Santa Rosa, Cristóbal Este | Colón                |
| Distretto di Chagres               | Nuevo Chagres, Achiote, El Guabo, La Encantada, Palmas Bellas, Piña, Salud | Nuevo Chagres        |
| Distretto di Donoso                | Miguel de la Borda, Coclé del Norte, El Guásimo, Gobea, Río Indio | Miguel de la Borda   |
| Distretto di Portobelo             | Portobelo, Cacique, Garrote, Isla Grande, María Chiquita | Portobelo            |
| Distretto di Santa Isabel          | Palenque, Cuango, Miramar, Nombre de Dios, Palmira, Playa Chiquita, Santa Isabel, Viento Frío                                                                                   | Palenque             |
| Distretto di Omar Torrijos Herrera | San José del General, San Juan de Turbe, Nueva Esperanza | Coclesito            |

## Economia

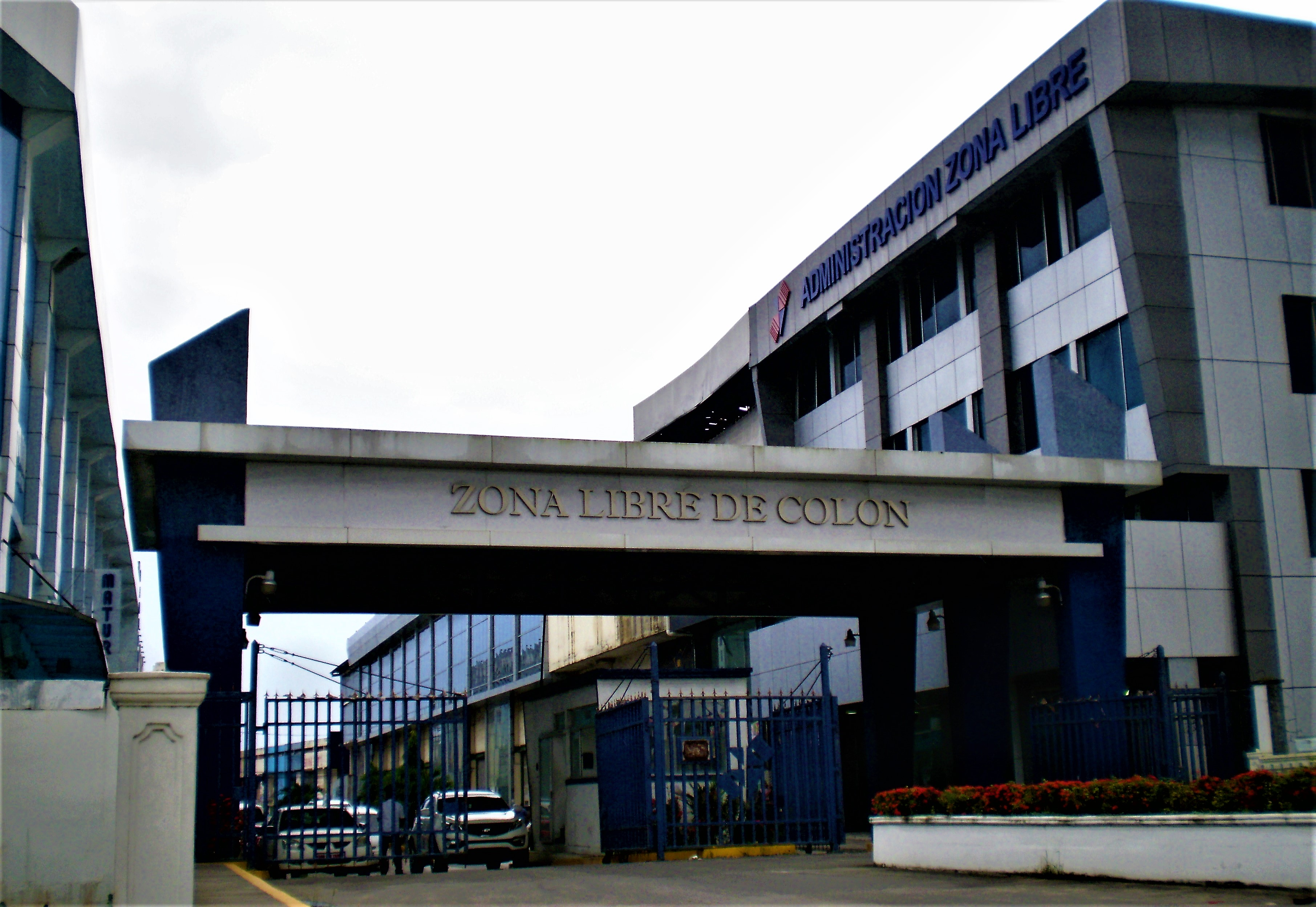
Accesso alla zona franca di Colón

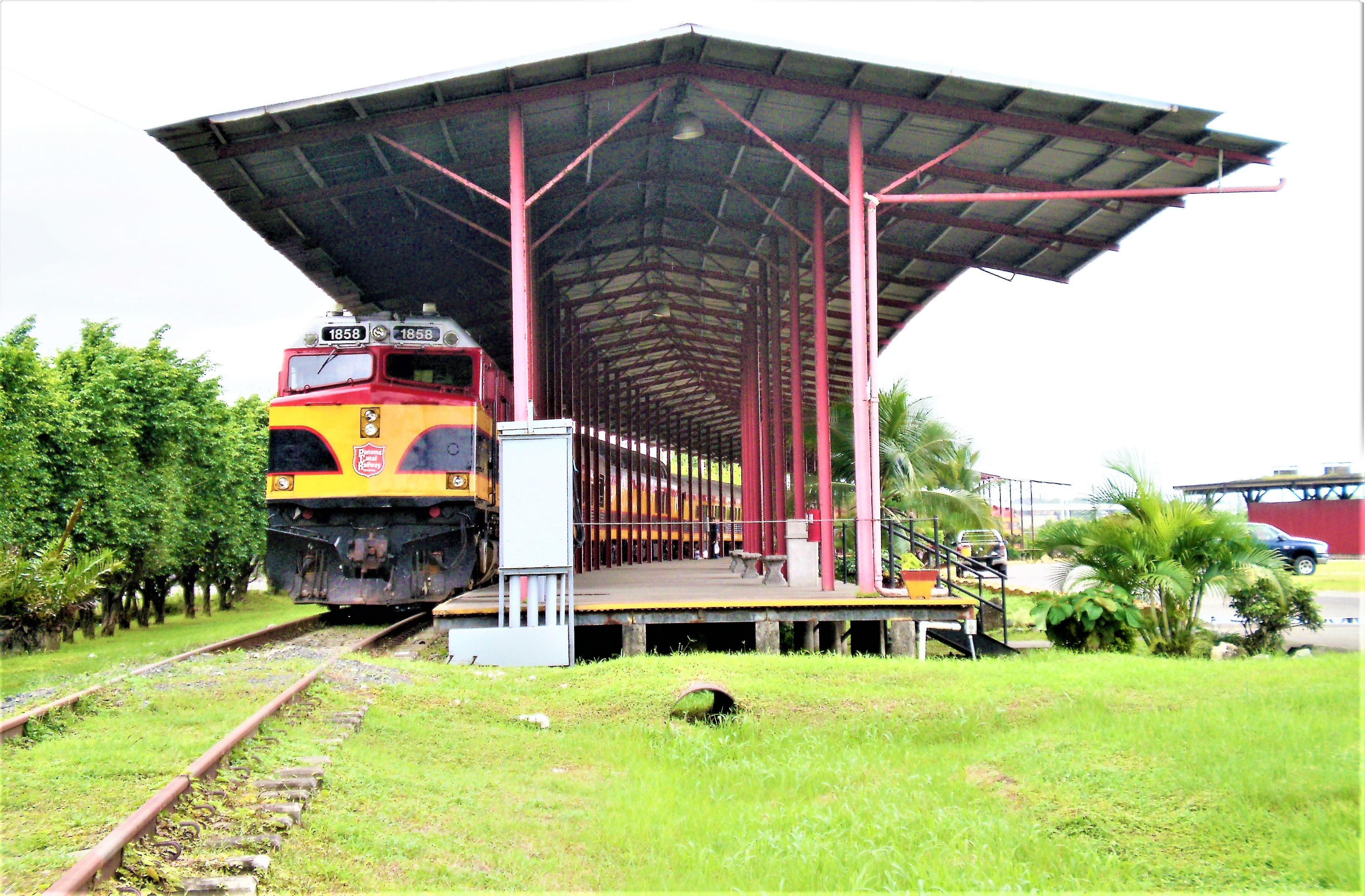
Stazione ferroviaria di Colón

Il settore terziario, in particolare il turismo, è uno dei principali motori dell'economia di Colón. Spiccano anche le vendite nella zona libera del Colon e lo scambio delle merci nei porti. Con un PIL pro capite di 34.884 $, simile a quello di una nazione intera come l'Estonia, risulta il più alto nell'America centrale e di Panama stessa secondo INEC (2017).

### Zona franca di Colón
Alla fine di dicembre del 2008, le attività commerciali con sede nella zona franca di Colón avevano intascato un totale di 18.209,9 milioni, con una crescita del 18,7% rispetto allo stesso periodo dell'anno precedente, che era di 16.159,9 milioni: l'aumento risultava dunque di 3.050 milioni in termini assoluti.
Le importazioni, al contempo, hanno fatto registrare l'ingresso di beni per un totale di 9.335,7 milioni nel 2008, mentre nel 2007 si raggiungeva un valore pari a 7.625,0 milioni (crescita del 22,7%, che significa in cifre un aumento di 1.710,7 milioni).
Per quanto riguarda le esportazioni eseguite nel 2008, queste ammontavano a un totale di 9.874,2 milioni, a differenza del 2007 dove ci si era fermati a 8.534,9 milioni (crescita del 15,8%, che in cifre significa un aumento di 1.339,3 milioni).
A fine 2013 nell'area erano registrati 29.396 posti di lavoro a tempo indeterminato. La presenza di posti di lavoro è andata aumentando negli anni, principalmente per l'incremento generato dalla costruzione di nuovi edifici creati dalla costituzione di nuove società; la crescita dell'attività commerciale nell'area ha incrementato allo stesso tempo la richiesta di manodopera nel settore edilizio.

## Cultura

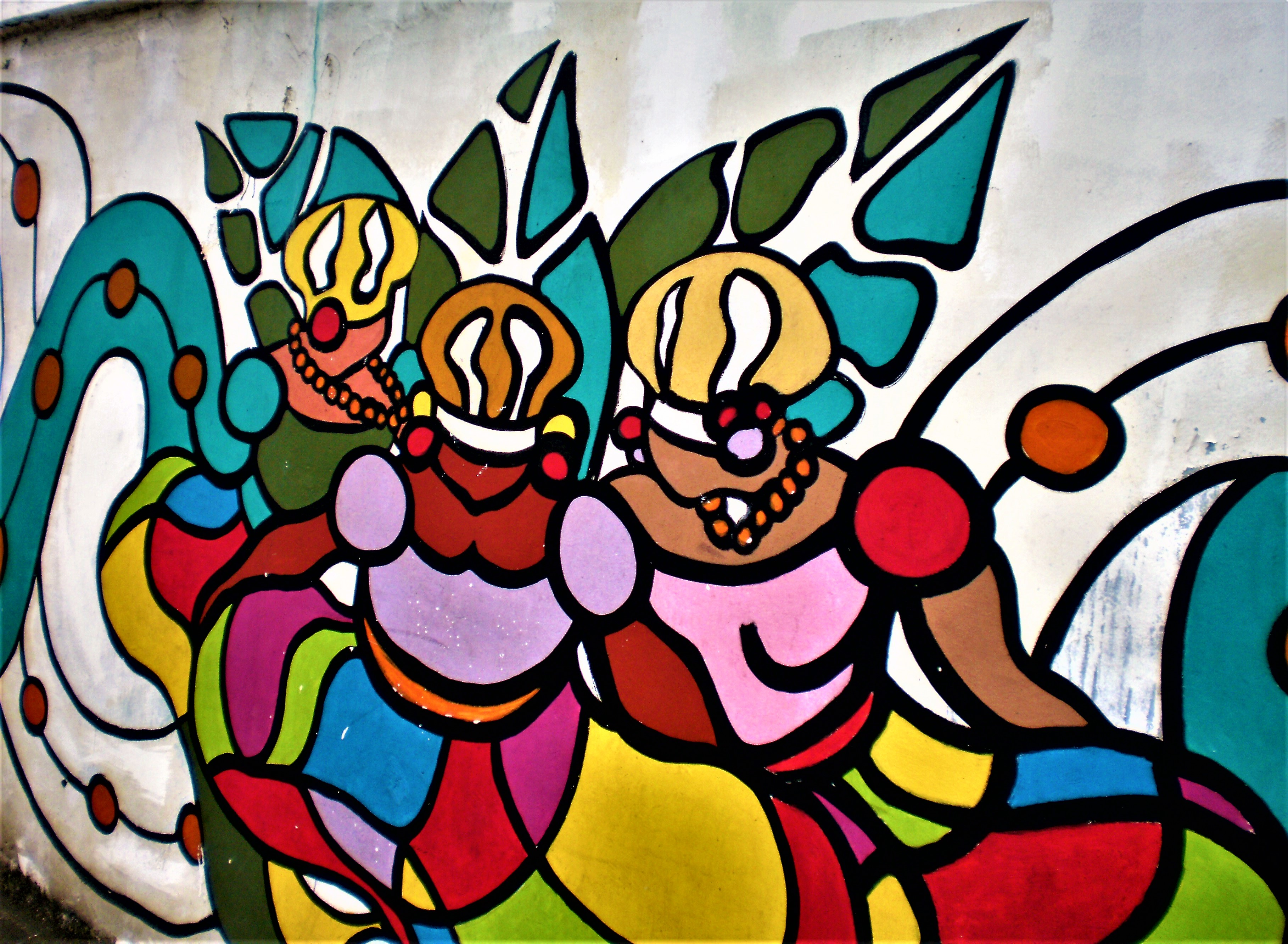
Murale dedicato ai los Congos (Colón)

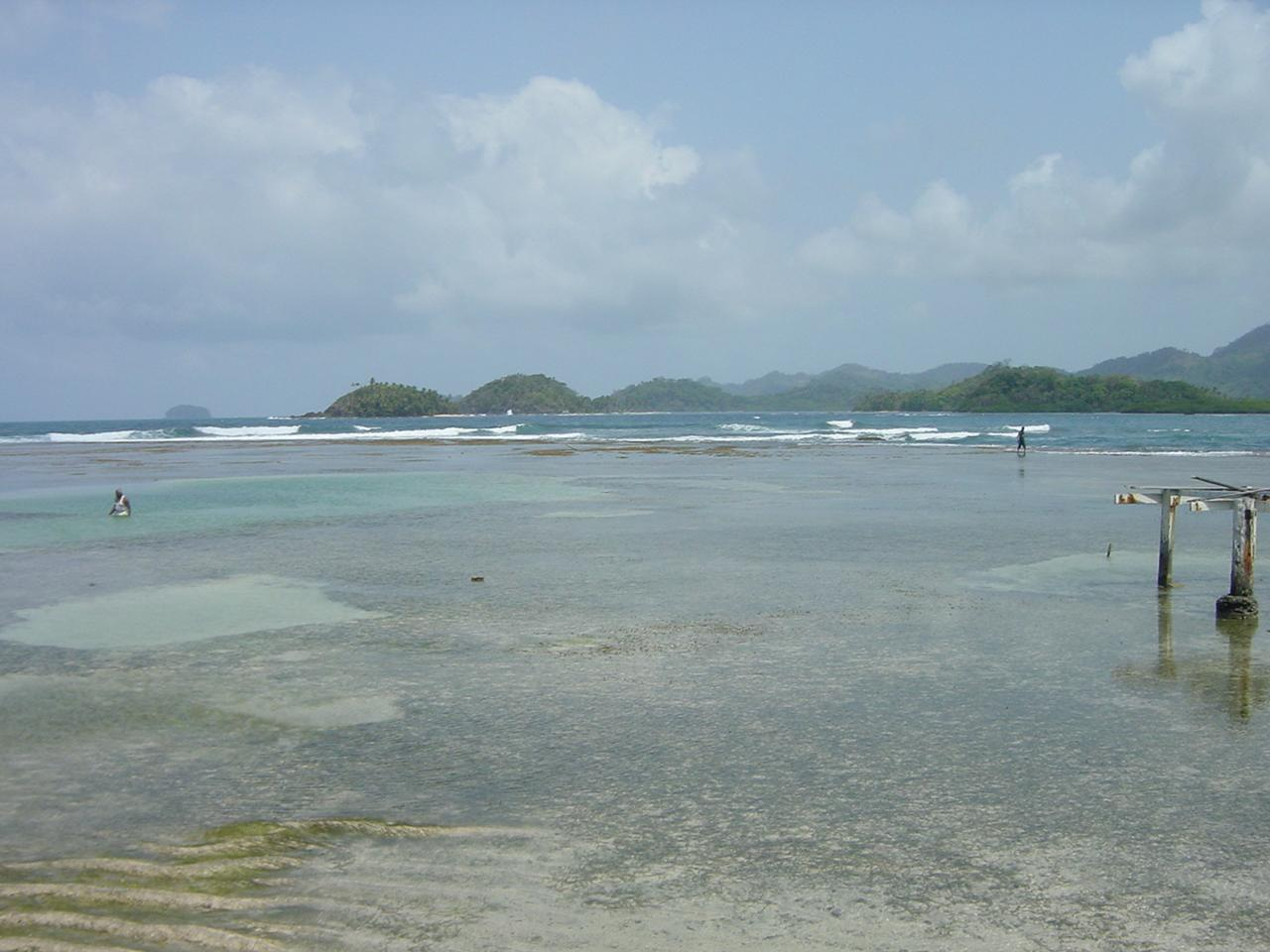
Panorama costiero presso Cacique

La provincia di Colón è caratterizzata dalla coesistenza di diversi aspetti culturali di discendenza africana, europea e asiatica: gli afro-antillani, in particolare, sono aumentati quando iniziò la costruzione del canale di Panama. I principali stati di provenienza risultavano la Giamaica, Barbados, Trinidad e Tobago e le Piccole Antille, i cui migranti giungevano spesso per fornire manodopera. L'influenza di tali nuove comunità si manifesta sia nella presenza di gruppi che si esprimono più in lingua inglese che spagnola e in altri ambiti quali la gastronomia, la religione e la musica. Si deve tenere presente che, poiché gli afro-antilliani dai Caraibi a Panama erano in maggioranza giamaicani, sopravvive un'eredità culturale legata al rastafarianesimo, una fede religiosa ancora molto in vigore in molti settori all'interno della popolazione della città di Colón.
Esiste anche una cultura "afro-coloniale", la cui formazione è legata alla conquista spagnola e alla successiva tratta e degli schiavi africani. È grazie a queste comunità che sopravvivono le danze congolesi (Bailes Congos, dichiarati patrimonio immateriale dell'umanità dall'UNESCO): in esse, prevalgono tematiche quali la seduzione e la sensualità tra uomo e donna, dove quest'ultima solitamente impedisce al primo di baciarla. Gli abiti sono realizzati seguendo i dettami dell'antica tradizione così come gli avi l'hanno tramandata. Nel corso delle danze, si prende spesso in giro i "capi" bianchi, poiché soliti insinuare la stipula di patti tra i congos e il diavolo.
Altre minoranze locali sono invece quella composta da greci, cinesi, ebrei, palestinesi, statunitensi, indiani, francesi, inglesi e irlandesi, attratti dalla costruzione della ferrovia e del canale di Panama.

### Gastronomia
La dieta della provincia è molto conosciuta nel resto del Paese, per via dei piatti a base di pesce e spesso conditi con peperoncini chombo. Tra le specialità figurano cibi fritti e frutti di mare (lumache di mare, strombi (chiamati a Panama cambombias), gamberetti, granceole e altre specie di granchi), rondón, accompagnato con riso al cocco, patacones con pesce fritto, carimañolas (una sorta di polpette di yuca ripiene di carne oppure vegetariane con formaggio), patties (tortini di carne), ravioli, torta johnny (composta di pane di mais) e pane nero tra i vari cibi. Famose anche le salsicce di maiale condite con cipolle, cetrioli e spezie piccanti.